# Tamias senex
Tamias senex är en däggdjursart som beskrevs av J.A.Allen 1890. Den ingår i släktet jordekorrar och familjen ekorrar. IUCN kategoriserar arten globalt som livskraftig. Inga underarter finns listade i Catalogue of Life.

## Beskrivning
Arten har ett varierande utseende från mörk päls med vaga ryggstrimmor hos kustpopulationerna till grå–ockrafärgad päls på ryggsidan med tydliga, svarta ryggstrimmor samt rent vit buk hos inlandspopulationerna. Kustpopulationerna är också i regel större än inlandspopulationerna. Sommarpälsen är klarare och kortare än den gråare och längre vinterpälsen. Tamias senex är en förhållandevis stor jordekorre med en längd mellan 23 och 26 cm. Honan är något större än hanen, med en vikt mellan 73 och 108,5 g, jämfört med hanens 67 till 99 g.

## Ekologi
Arten är främst trädlevande och förekommer i fuktiga, äldre, förhållandevis täta skogar. Den föredrar barrskog men kan även bebo ekarten Quercus kelloggii. Bona inrättas i ihåliga träd och timmerstockar. I Sierra Nevada lever den endast på höjder över 1 500 m. I resten av utbredningsområdet förekommer den på höjder mellan 150 och 1 800 m. Arten sover vinterdvala mellan november och mars, troligtvis dock endast under svåra vintrar
Fortplantningen är föga känd, men man antar att den är liknande den nära släktingen Tamias townsendii, som parar sig under våren och föder mellan 4 och 6 ungar mellan maj och juni.

### Föda och predation
Födosöket sker på skogsbotten och i angränsande chaparral. Födan består huvudsakligen av frön från olika örter och gräs, men kan även omfatta svamp, frukter och undantagsvis insekter. Själv utgör arten föda för präriehundar, grävlingar, vesslor, rävar, rovfåglar och ormar.

## Utbredning
Utbredningsområdet omfattar nordvästra USA från norra, centrala Oregon över bergen i norra Kalifornien till västligaste Nevada.